# Pyrochroa serraticornis
Espèce
Pyrochroa serraticornis ou cardinal rouge est une espèce d'insectes coléoptères appartenant à la famille des Pyrochroidae.
Il se distingue du cardinal Pyrochroa coccinea par sa tête rouge au lieu de noire chez ce dernier.

## Description
Long de 10-12 à 15 mm, ses élytres sont arrondis et élargis vers l'arrière. Tête, thorax et élytres roux-fauve, antennes, yeux, pattes et abdomen noirs. Antennes dentées. La larve est claire, plate et allongée, avec une sorte de fourche au dernier segment de l'abdomen.

## Répartition et habitat
Il est présent en Europe, d'Espagne en Ukraine et en Irlande. Bien que le site Fauna Europaea ne le mentionne pas (en mars 2022), il est également présent en Grande-Bretagne,.
On le rencontre dans des habitats boisés, en lisière ou haies, ou dans les parcs et les jardins. Il est considéré comme commun, mais pour certains en déclin.

## Écologie
On rencontre les adultes de mai à juillet. C'est un prédateur d'insectes, qu'il chasse à l'affut sur les fleurs. Les œufs sont pondus sur des troncs, sous l'écorce ou dans des fissures. Les larves, très plates, et qui ressemblent un peu à des Lithobies (Myriapodes) vivent sous les écorces décollées, et s'y nourrissent de larves d'autres insectes, voire de bois en symbiose avec des microorganismes digérant la cellulose. Le stade larvaire dure deux ans. 

## Systématique
Pyrochroa serraticornis appartient à la famille qui porte son nom, les Pyrochroidae, et à la super-famille des Tenebrionoidea. Il a été décrit par Giovanni Antonio Scopoli en 1763, dans son ouvrage Entomologia carniolica, sous le nom de Cantharis serraticornis. Une année auparavant, en 1762, Étienne Louis Geoffroy, dans son Histoire abrégée des insectes qui se trouvent aux environs de Paris, dans laquelle ces animaux sont rangés suivant un ordre  méthodique de 1762, l'avait baptisé Pyrochroa, la Cardinale, pour sa « couleur de feu ». C'est donc ce nom de genre qui lui sera conservé.

## Étymologie et dénominations
Pyrochroa: « couleur de feu », de pyro-, grec ancien, « feu » et chroa, du chroa, grec ancien, même racine que chrome, « couleur »; et serraticornis, « aux cornes en forme de scie », pour la forme de ses antennes.
En allemand, il est appelé Rotköpfiger Feuerkäfer, « coléoptère de feu à tête rouge », comme en néerlandais (Roodkopvuurkever), en anglais Common cardinal beetle, le « coléoptère cardinal commun ». 

## Galerie

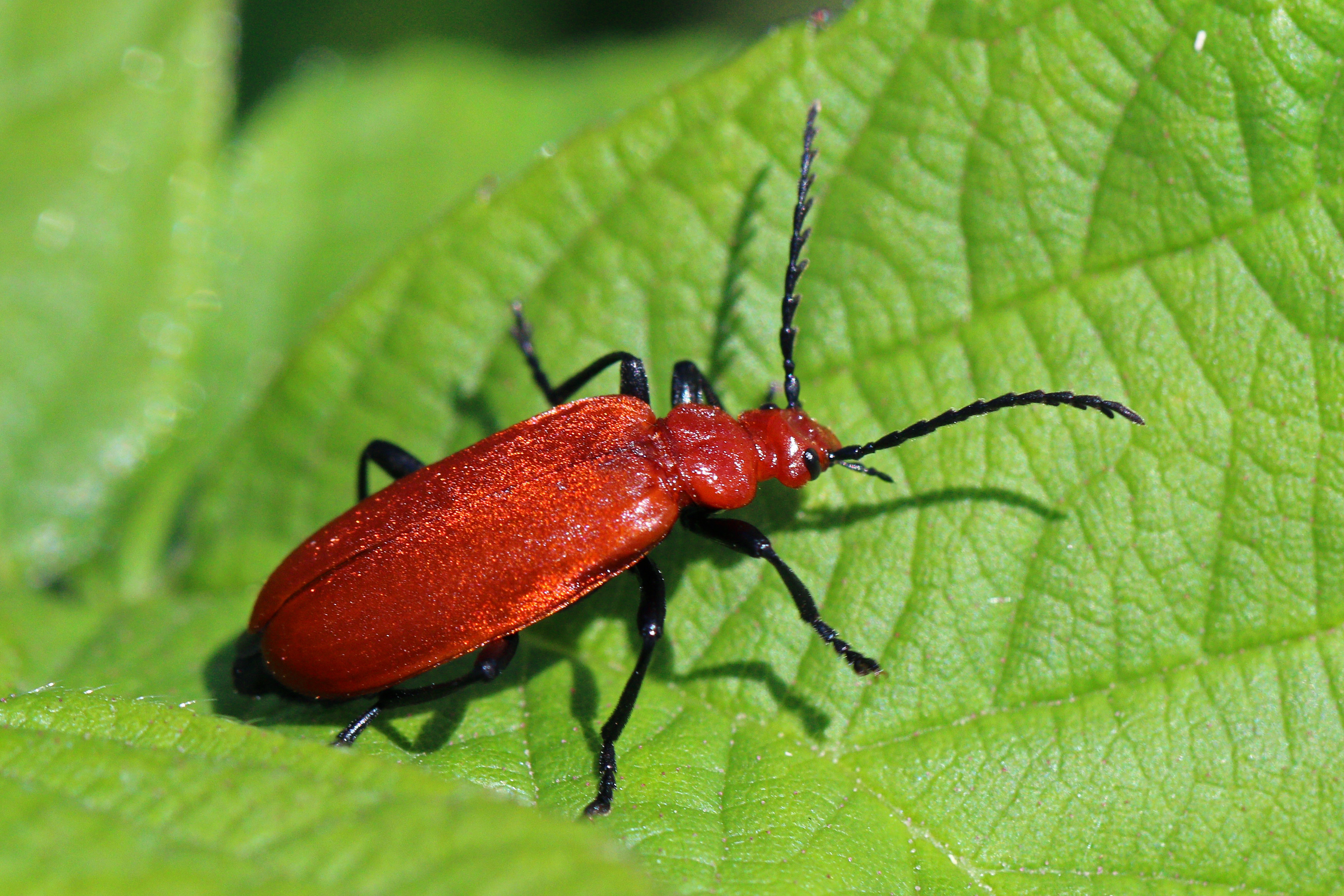
imago
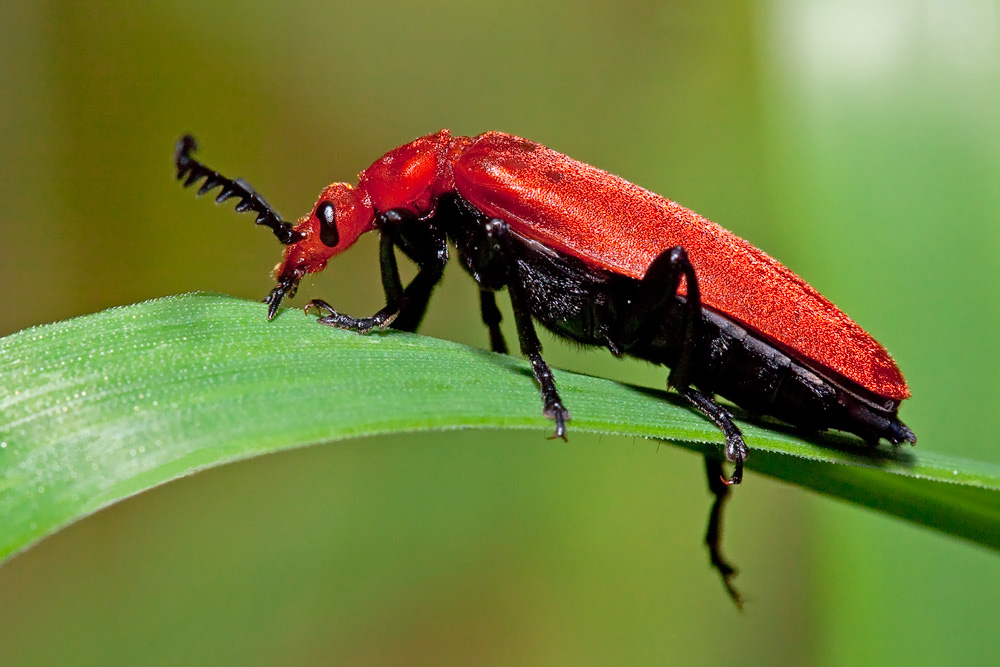
de profil
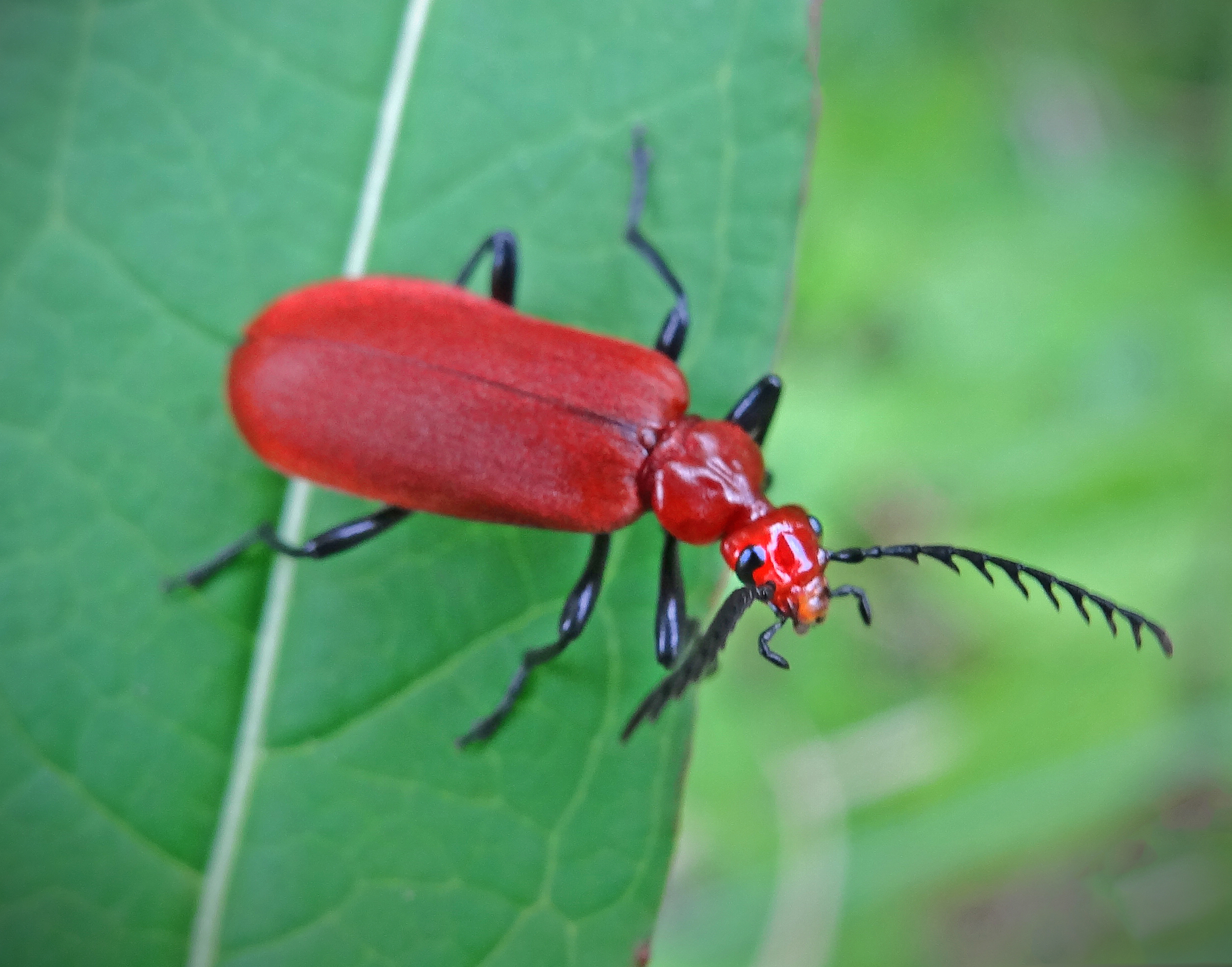
antennes
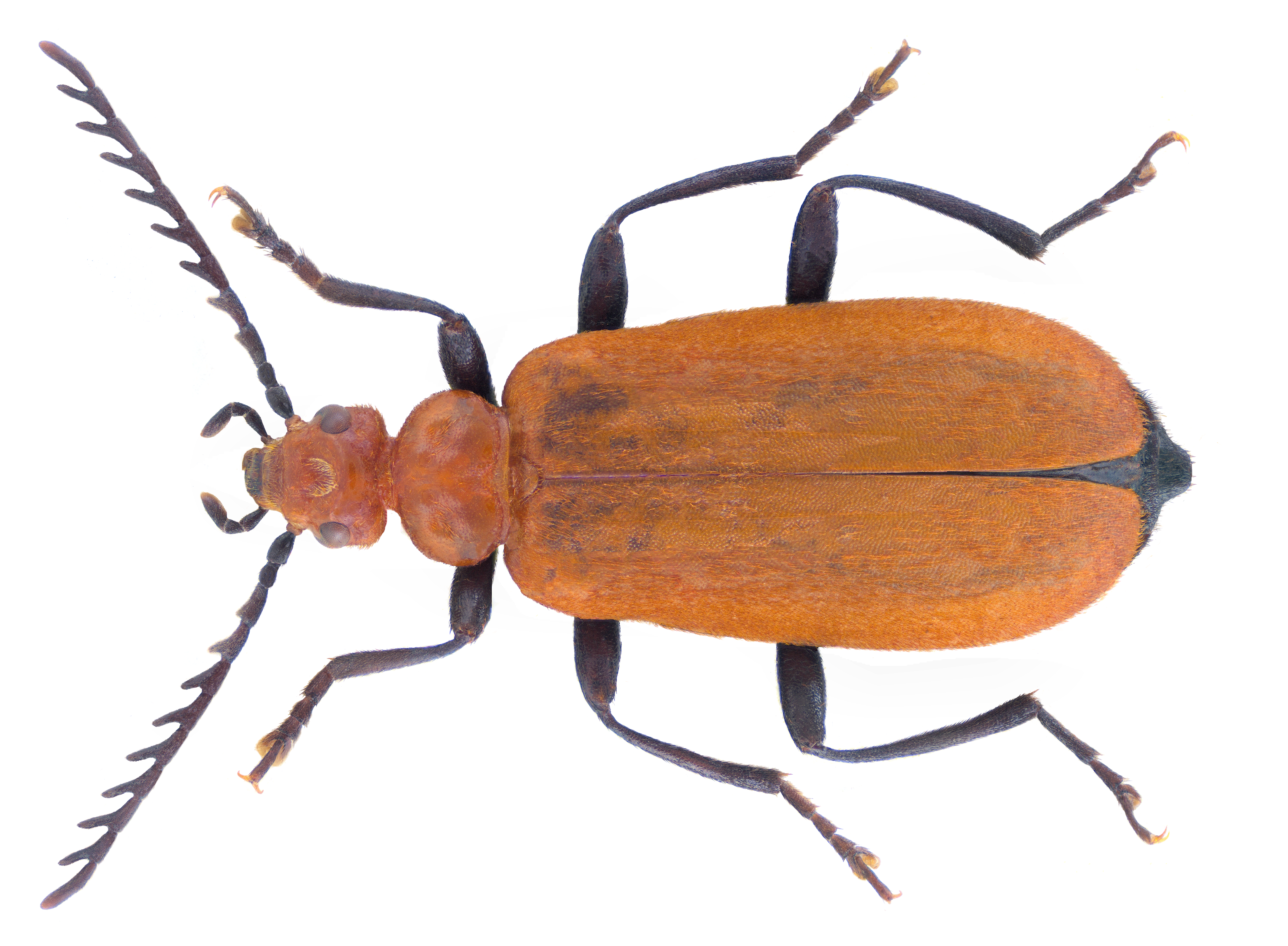
mâle adulte
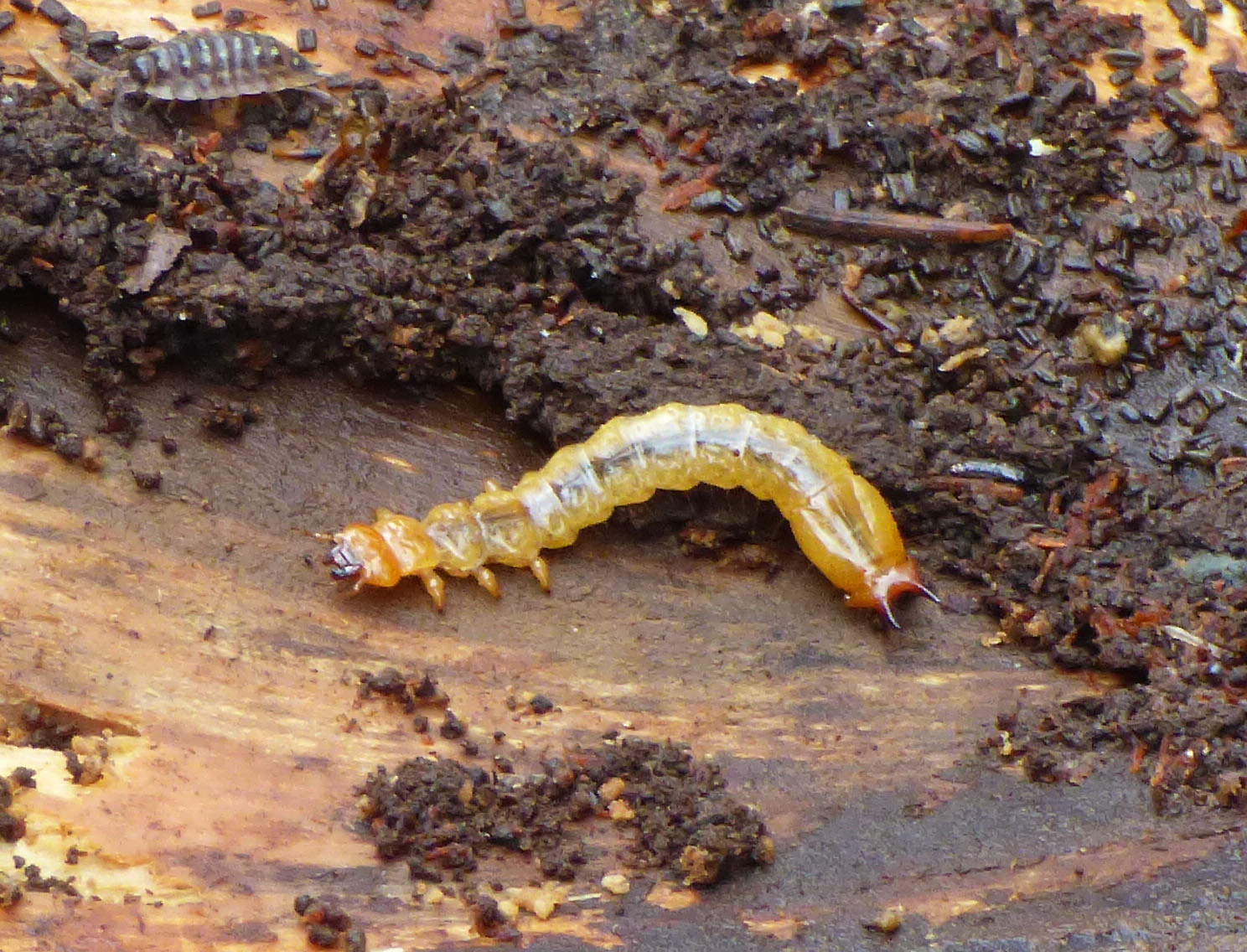
larve